# Одай (Черкасская область)
Одай (укр. Одай) — село в Жашковском районе Черкасской области Украины.
Население по переписи 2001 года составляло 154 человека. Почтовый индекс — 19236. Телефонный код — 4747.

## Местный совет
19236, Черкасская обл., Жашковский р-н, с. Хижня